# Primera División Uruguaya 1933
Il campionato era formato da dieci squadre e il Nacional vinse il titolo. Non vi furono retrocessioni.

## Classifica finale
| Pos. | Squadra              | G  | V  | N | P  | GF | GS | Punti |
| ---- | -------------------- | -- | -- | - | -- | -- | -- | ----- |
| 1    | Nacional             | 27 | 20 | 6 | 1  | 56 | 10 | 46    |
| 2    | Peñarol              | 27 | 21 | 4 | 2  | 77 | 18 | 46    |
| 3    | Rampla Juniors       | 27 | 14 | 4 | 9  | 39 | 29 | 32    |
| 4    | Montevideo Wanderers | 27 | 11 | 9 | 7  | 39 | 36 | 31    |
| 5    | Defensor             | 27 | 12 | 5 | 10 | 50 | 39 | 29    |
| 6    | Sud América          | 27 | 9  | 7 | 11 | 30 | 40 | 25    |
| 7    | River Plate          | 27 | 6  | 6 | 15 | 19 | 45 | 18    |
| 8    | Racing Montevideo    | 27 | 4  | 7 | 16 | 29 | 58 | 15    |
| 9    | Central              | 27 | 4  | 6 | 17 | 33 | 63 | 14    |
| 10   | Bella Vista          | 27 | 6  | 2 | 19 | 27 | 61 | 14    |

G = Partite giocate; V = Vittorie; N = Nulle/Pareggi; P = Perse; GF = Goal fatti; GS = Goal subiti; 

### Spareggio per il titolo
- Nacional-Peñarol 0-0, 0-0 e 3-2

## Classifica marcatori
| Gol |  |  | Giocatore  | Squadra |
| --- |  |  | ---------- | ------- |
| 33  |  |  | Juan Young | Peñarol |